# Jimmy Wilde
Jimmy Wilde est un boxeur gallois né le 15 mai 1892 à Quakers Yard et mort le 10 mars 1969.

## Carrière
Il devient le premier champion du monde poids mouches après sa victoire face à l'américain Young Zulu Kid par KO à la 11e reprise le 18 décembre 1916. Wilde conserve son titre pendant 7 ans avant d'être battu par le philippin Pancho Villa par KO au 7e round le 18 juin 1923.

## Distinction
- Jimmy Wilde est membre de l'International Boxing Hall of Fame depuis sa création en 1990[2].
- Il est désigné comme troisième plus gros puncheur de l'histoire dans un classement de Ring Magazine établi en 2003.